# عمر محمد ملاحفجي

عمر ملاحفجي

العلامة الشيخ عمر عادل بن محمد ملاحفجي

## بداية حياته

### نسبه
- هو: عمر عادل بن محمد الملاحفجي النعيمي الحسيني، ينحدر نسبه من السادة الاشراف في مدينة حلب فهو من آل بيت رسول الله ﷺ

### نشأته
ولد عام 1931، نشأ الشيخ عمر في بيئة هادئة متواضعة امتازت بالعلم والولاية، حيث كان والده الولي المعروف الشيخ محمد يقوم بتدريس العلوم الشرعية لطلبة العلم في زمانه فضلا عن كونه خطيباً بارعاً وطبيباً شعبياً ماهراً ومصلحاً اجتماعياً موفّقاً في حل ومعالجة الكثير من القضايا في زمنه فقد كان فضلا عن كونه ولياً عالماً مهاباً، كان يلقى قبولاً ومحبة و تقديراً في قلوب معاصريه، فكانت نشأة ولده الشيخ عمر في هذا الجو محفِّزاً له بأن يسلك مسلك والده في طلب العلم ومجالسة كبار العلماء في زمانه والاستفادة من علمهم، وبما أن والده الشيخ الولي المعروف عند أهل زمانه كان نيّر البصيرة، فقد كان يولي ولده الشيخ عمر اهتماماً ومحبة كبيرين، حيث كانت تظهر على الشيخ عمر منذ صغره علامات الصلاح والتقوى فضلا عن حبه وتفانيه بالأولياء والصالحين و خدمتهم والجلوس بين أيديهم، فالتحق بالمدرسة الخسروفية نزولا عند رغبة والده التي كان هو يتمّناها أصلاً في قرارة نفسه، لينهل من العلم الشرعي فيها ويعيش في أجوائه أكثر وأكثر، فدرس في المدرسة الخسروفية لسنتين، وبعدها تابع طلبه للعلم على كبار مشايخ حلب وعلمائها مما زاده معرفة وصلة بكثير من علماء بلاد الشام خصوصاً والعالم الإسلامي عموماً.

## صلته بعلماء العالم الإسلامي

الشيخ عمر و علي يمينه الحبيب علي الجفري و عن يساره ابنه الشيخ عبد الله

خلال فترته المرضية و بجانبه ابنه الشيخ محمد و يليه تلميذ له و يليه الحبيب عمر بن حفيظ

كان يلتقي بكل من يقصد بلاد الشام ليلتقي بعلمائها ويأخذ عنهم، ومن أشهرهم في ذلك الوقت: والده الشيخ محمد، بل كان يدفعه حبه بالعلماء والصالحين في كثير من الأحيان للسفر إليهم وأخذ العلم عنهم، فقد سافر الشيخ عمر إلى كثير من البلاد الإسلامية، كالحجاز ومصر و السودان وبلاد المغرب العربي وتركيا و غيرها الكثير، وصاحب كبار علمائها في ذلك الوقت وأخذ عنهم العلم أو الإجازة، وكانت تربطه معهم صلات روحية وودّية وثيقة حتى لُقّب بقاموس الأولياء، وكان بعضهم يسمّيه بالشيخ المدلّل، وذلك لكثرة محبة العلماء له وعلاقاته المميّزة بهم.

### صلته بعلماء بلاد الشام

الشيخ عمر و الشيخ محمد زكريا بخاري

هذا بالنسبة لكثير من علماء العالم خارج بلاد الشام أما داخلها فقربه وعلاقاته أكثر من أن تُحصى بكلمات، فهو يحظى بحب وتقدير علماء بلاد الشام له عموماً فقد التقى بالسيد مكي الكتّاني، والشيخ ملا رمضان البوطي، والشيخ حسن حبنكة الميداني، والشيخ أحمد الحارون، والشيخ محمد الهاشمي، وغيرهم الكثيرين، وكلهم كان يحبه ويثني عليه وعلى فضله وعلمه. 
وهذا على مستوى علماء دمشق الأجلاّء أمّا على مستوى باقي المحافظات السورية بدءاً من درعا وانتهاءً بالقامشلي مرورا باللاذقية التي كان على صلة وثيقة مع كبار علمائها، ومنهم الشيخ العلامة الحافظ يحي مصطفى بستنجي الحنفي.
و كذلك محافظة حمص التي كانت تربطه علاقات محبة وودّ مع شيخها الشيخ الكبير الشيخ عبد العزيز عيون السود، والشيخ محمود جنيد الكبير وغيرهم الكثيرين من علماء حمص.
أمّا حماه فلعلمائها وأوليائها عند الشيخ نصيب وافر في قلبه وعقله و منهم على سبيل الذكر لا الحصر، الشيخ محمد علي مراد، وقبله الشيخ محمد الحامد وغيرهم الكثير من العلماء والأولياء.
أما حلب بلده ومسقط رأسه فلها قصّة أخرى لا يتّسع المجال لذكرها، بل تحتاج إلى كتاب مستقل، حيث يعدّ الشيخ من علمائها المعروفين بعلمه وفضله و نسبه وولايته بحيث لا تسأل عنه طالب علم أو عالم فيها من قريب أو من بعيد إلا ويحدّثك عن الشيخ وفضله بين أهل العلم والصالحين، هذا فضلاً عن علاقاته المتميّزة بعلمائها، وهذه العلاقات تُعدُّ فصلاً مستقلا لا يتّسع المقال لتفصيله.

### صلته بالشيخ محمد النبهان قدس سره

علي اليسار الشيخ محمد زكريا البخاري يليه الشيخ عمر و يلي الشيخ محمد سعيد البوطي

التقى الشيخ عمر بالشيخ محمد النبهان وتعلق به كثيرا، وكذلك أحبه الشيخ النبهان لما رأى فيه من الصدق والإخلاص في الصحبة فقد كان الشيخ عمر ملازماً للشيخ النبهان ومحباً له مما أدى إلى اعتماد الشيخ محمد النبهان عليه في كثير من الأمور كتكليفيه أحياناً بمقابلة بعض الشخصيات المهمة وتقريب وجهات النظر بين المختلفين.

### بعض الأحداث التي عاشها الشيخ عمر مع السيد النبهان
أولاً : الشيخ عمر هو القائم على توزيع المساعدات لأهل البادية عام الجفاف والمجاعة عام 1958-1959م وكان الشيخ عمر ملاحفجي قائماً على توزيع المساعدات التي كان قد جمعها السيد النبهان وأمر بإعطائها لأهل البادية الذين هلكت عندهم الإبل والماشية وأصبح عندهم جفاف وقحط شديد
يقول الشيخ عمر ملاحفجي:
أمر السيد النبهان رضي الله عنه أن يكون التقسيم على النحو التالي:
1-كيس من الدقيق سعة : مائة كيلو غرام أويزيد.مع خصف تمر لكل نسمة.
2-يعطى لشيخ النزل ضعفان.
3-خمسة أضعاف لشيخ العشيرة.
وسبب التفاوت بالحظوظ مناسبة لأحوال كل من الثلاثة المذكورين لحاجتهم في الضيافة فشمل العطاء البادية المنكوبة من أبوكمال على الحدود العراقية وحتى مشارف مدينة حمص وهكذا قضى على المجاعة وأنقذ الأرواح.
ثانياً: كان يرسله السيد النبهان إلى دعوة الشيوخ والوجهاء 
```
-يقول الشيخ هشام الألوسي: حدثنا الشيخ عمر الملا حفجي الحلبي قال: أمرني سيّدنا رضي الله عنه أن أدعو بعض الشيوخ والوجهاء في حفل افتتاح جمعية النهضة الإسلامية الّذي أقامه رضي الله عنه في جامع الكلتاوية، فذهبتُ إلى المنشد الكبير 
بكري كردي
 فقال لي: لقد اعتزلت الحفلات، فرجوته كثيراً، فرفض.
```

ثمّ عدت وأخبرت سيّدنا رضي الله عنه برفضه للدعوة، فقال رضي الله عنه : اذهب إليه وقل له: بالغصب عن رأسك ستحضر وتقيم الحفلة. فرجعت إلى بكري فوجدته يتلو القرآن الكريم وهو مضطجع على سريره فقلت: أخبرت سيّدنا النّبهان بامتناعك، فقال: اذهب إليه وقل له: بالغصب عن رأسك ستحضر.. فانتفض من سريره مرتعباً وجثا على ركبتيه! ووضع يديه على رأسه! وقال: هكذا قال الشيخ؟ قلت له: نعم، وهكذا أمرني أن أقول لك!!قال: سأحضر على رأسي قبل رجلي.
قلتُ: لمَِ لم تستجب في المرة الأولى وقد كررت عليك الرجاء؟ وإلى أن سمعت كلام الشيخ بالغصب عن رأسك وافقت؟ قال : الشيخ له حق عليّ كبير، وله معي قضية مهمّة.. فمنذ خمسة وثلاثين سنة كانت لنا جلسات معه، فمرض ولدي الوحيد مصطفى، فأخذته إلى طبيب للمعاينة، فدعا لجنة أطباء فاتفقوا أن لا فائدة من علاجه، وقالوا: انتظر موته فإنّه في خطر شديد! وانقطع عن الأكل والشرب والكلام، فبقيت وزوجتي بأشرِّ حال ننتظر النهاية، وحان موعد جلستنا مع الشيخ، فتأخرت، فسأل عني أين بكري كردي؟.
قالوا: ولده يحتضر.قال: اتوني به.فلما حضرت وأنا بأسوأ حال، قال: ما بك؟.
قلت: سيّدي، ولدي مصطفى يحتضر، والأطباء قالوا: لا أمل في حياته، وانكسرت وبكيت!
فأطرق رأسه الشريف لحظات، ثمّ قال لي: يا بكري، رجونا لك الحضرة الإلهية أن لا يموت ولدك فداخلني الاطمئنان، وأحييت الليلة عنده بالنشيد والذكر.
ولما رجعت إلى البيت قرأتُ البشرى على وجه أم مصطفى، قالت: أبشّرك منذ قليل استيقظ مصطفى وطلب الماء!وفي اليوم التالي كأنّه نشط من عقال! فقابلني بعض الأطباء الّذين عاينوه، وسألوني أمات أم لا؟
قلت: الحمد لله، في تمام العافية! فلم يصدقوا حتى رأوه.قال بكري: فكيف لا أذهب والشيخ يطلبني بنفسه؟
ثالثاً: الشيخ عمر ملاحفجي كان ممن رافق السيد النبهان في رحلته إلى الحجاز لأداء فريضة الحج سنة 1965م وروى عن تفاصيل هذه الرحلة الشيء الكثيرفلقد قال الشيخ هشام الألوسي:حدّثنا الشيخ عمر الملاّ حفجي واعظ سجن حلب وأحد مرافقيه في السفر قال: لم يبق عالم من علماء مكة وشيوخها إلاّ زاره في العمارة التي نـزلها، منهم شيخ شيوخ مكة محمّد العربي التباني، والشيخ أمين الكتبي، والشيخ حسن المشّاط، والشيخ محمّد نور سيف، والشيخ علوي بن عباس المالكي، وردّ لهم الزيارة في منازلهم.

### الشيخ عمر والشيخ النبهان بالمدينة المنورة
(هذه بعض الأحداث في المدينة التي رواها الشيخ عمرملاحفجي)
1-يقول الشيخ هشام الألوسي: حدّثنا الشيخ عمر الملا حفجي قال : رجوت سيدنا أن لا يخلع حذاءه فأجابني رضي الله عنه : نحن لسنا أفضل من الإمام مالك رضي الله عنه فقلت : سيدي إن شوارع المدينة ليست على ما كانت عليه أيام الإمام مالك، وإنها مزفّتة و.. و.. فعدل عن رأيه!
2-يقول الشيخ هشام الألوسي: حدّثنا الشيخ عمر الملاّ حفجي قال: نظرت فإذا بأخينا الحاج عبد اللطيف أبودان قد سقط مغشياً عليه وهو يرتعش! فأخذت بيده، فلما أفاق قلت : أسألك بالله وبمحمّد رسول الله إلاّ حدّثتني بما شاهدت من الأنوار! فقال : والله يا شيخ عمر رأيت رسول الله صلى الله عليه ووسلّم خرج من غرفته الشريفة فعانق سيدنا النّبهان، ولا أدري ما بعدها! 
3-قال رضي الله عنه: ( جاءني أبو الحسن الندوي في المدينة المنورة ودعاني لبيته ).
يقول الشيخ هشام الألوسي: حدّثنا الشيخ عمر الملاّ حفجي قائلاً: فلمّا وصل سيدنا رضي الله عنه ضحوةً جلس وصحبه حول بركة ماء، فنظر فيها رمالاً وأوراق شجر قد تجمعت، فنهض مشمّراً عن ذراعيه ينظّف حوضها، قال الشيخ الندوي: لا يا سيدي نحن ننظّفها، قال رضي الله عنه: ( يا أبا الحسن، الصوفي ظاهره النظافة وباطنه اللطافة). قال الندوي: إني رددت على من قال: الصوفية والبطالة توأمان، قال رضي الله عنه: ( الصوفية والبطالة لا تتلاءمان، ) فقال الندوي: كنت أظن أن الصوفي هو البطال، فأفهمتني أنت الآن أن الصوفي هو صاحب النشاط حقا، قال رضي الله عنه: ( ذلك هو المتصوف، أما الصوفي فلا).
4-يقول الشيخ هشام الألوسي: حدّثنا الشيخ عمر الملاّ حفجي قال: لما قدمنا من الحجاز ووصلنا مشارف حلب، تخفّينا عن الموكب، فصليت معه رضي الله عنه المغرب والعشاء جمعاً، وأبت عبديّـته أن يتصدّر ذلك الموكب الّذي لا تحظى الملوك بمثله، وعظم عليه استقبال الجمع الكثير له، قال رضي الله عنه: ( أنا عبدٌ لله لا أحب هذه الطنطنات، هذه لكم وليست لي ). فوقع بصره رضي الله عنه بعد الصلاة مباشرةً على سيارة أجرة قديمة ومتعبة، فركبت معه، وقال لصاحبها: خذنا إلى الكلتاوية.حتى إذا وصلنا لم نجد في المسجد أحداً إذ كل من فيه مع المستقبلين!.فهذه عبديته في جميع أحواله، يغار على ربه وبارئه، وعلى حبيبه المصطفى ﷺ حتى من نفسه!.ولحق بنا جمع المستقبلين إلى الكلتاوية وأقيم حفل وحلقة ذكر وألقيت الخطب والأشعار ترحيباً بقدومه رضي الله عنه.رابعاً : رافق السيد النبهان في رحلته إلى تركيا
يقول الشيخ هشام الألوسي: حدّثنا الشيخ عمر الملاّ حفجي، والحاج عمر ططري التركي رفيقاه رضي الله عنه في السفر قال: كنا نقول له: سيدي، انظر هذا الجمال الطبيعي والعيون والجبال والأشجار، فلا يلتفت ويقول: حبيبـي محمّد رسول الله ﷺ مَاْ زَاْغَ الْبَصَرُ وَمَاْ طَغَىْ [النجم 17]. وتلك إشارة منه رضي الله عنه لأصحابه لئلاّ ينشغلوا بالصنعة عن الصانع وبالصور عن المصوِّر، أما هو فلا يشهد غير مولاه عزّ وجل.
أما زيارته الثانية رضي الله عنه 
يقول الشيخ هشام : حدثنا الشيخ عمر ملاحفجي مرافق السيد النبهان في تلك الرحلة: بعد معاينة ا لطبيب في مدينة ( أضنة ) قال له الطبيب بعدأن فحص أسنانه: أنت تمضغ كثيرا، أنت لا تمرض، ثمّ قال له: لا يوجد فيك مرض لأن جسمك نظيف وقلبك نظيف! وأي طبيب يقول لك: أنت مريض، فليس بطبيب..ووافق زيارته رضي الله عنه هطول أمطار غزيرة على تركيا بعد انقطاع طويل.
ودعاه الحاج أحمد الناصر أخو الحاج ناصر عبد الحميد الناصر الحلبي إلى بيته هناك، فرضي رضي الله عنه، فجاء الحاج أحمد في اليوم التالي وقد أعد ضيافة محملة بسيارة تكفي لشهر، ففوجئ باعتذار سيدنا! فقال: سيدي، أنت وعدتني، قال رضي الله عنه: ( نعم، ولكنني أعتذر، فألح الرجل، فقال سيدنا للحاج محمود الناشد: أسحب بنا إلى حلب)، فقال الناشد: سيدي، أمس جئنا؟ قال رضي الله عنه: ( هناك من أهل الصدق من ينتظرنا.
فلم يبقَ رضي الله عنه إلا ليلة واحدة بعد أن كان ينوي البقاء فيها شهرين! ولما وصل رضي الله عنه الكلتاوية وجد الشيخ يوسف سيدي رئيس جماعة مدارس تحفيظ القرآن الكريم للعالم الإسلامي قد قدم من الهند لزيارته.. فإذا بالشيخ الهندي يفاجأ! ويقول: كيفجئت يا سيدي؟ فأجابه رضي الله عنه : صدقك جاء بنا! 
وكان الشيخ الهندي حين حضر ولم يجد سيدنا قال له أصحابه: لا ندري متى يعود رضي الله عنه، ولا نظنّه يأتي قريبا، فوقف ورفع بصره إلى السماء وقال: يا رب، أنا جئت أريد أن أرى الشيخ النّبهان، ولا أستطيع البقاء أكثر من يومين، فإذا بسيدنا رضي الله عنه يرجع فجأة.
خامساً : تشرف بتغسيله الشيخ عمر الملا حفجي هو والشيخ بشير حداد.
سادساً : وكان من جملة العلماء الذين يحضرون جلسة درس العلماء بين المغرب والعشاء من كل ثلاثاءللسيد النبهان 
سابعاً : يقول الشيخ هشام الألوسي: حدثنا الشيخ عمر الملاّ حفجي واعظ السجن آنذاك قال: بادر رضي الله عنه مرة بزيارة لسجن حلب، فكان يوماً مشهوداً، استبشر فيه السجناء المنسيون والمحرومون، واحتشدوا في تظاهرة كبيرة داخل السجن، وألقيت فيها كلمات الترحيب، وهتافهم آنذاك «يحيى الشيخ محمّد النّبهان ويعيش» وتاب على يديه من تاب، وفرّج الله سبحانه عن بعض المحكومين بالإعدام ببركة دعائه.
ثامناً : يقول الشيخ هشام الألوسي: حدثنا الشيخ عمر الملا حفجي وهو أحد أصحابه المقرّبين قال : سألت سيّدنا رضي الله عنه: سيّدي أسألك بالله وبسيّدنا محمد رسول الله! هل أنت مأذون بدرس النساء من رسول الله ﷺ؟ فأجابني رضي الله عنه: (ويلك يا جذّوبة والله أنا مأمور به أمراً من رسول الله ﷺ.).
فالشيخ عمر رأى وعلم الكثير من الأحداث في حياة السيد النبهان رضي الله عنه 
يقول الدكتور محمد فاروق النبهان في كتابه السيد النبهان:
الشيخ عمر ملاحفجي كان يحبه الشيخ النبهان ويداعبه في مجلسه نظراً لصلاحه وتعلقه بالصالحين وإيمانه بالمجاذيب وحرصه على خدمة الناس وهو رجل دعوة وصلاح وحب للخير ويتبرك به

## علاقته بعلماء حلب
هذا بالنسبة للسيّد الشيخ محمّد النبهان أما باقي علماء حلب فكان للشيخ مكانة مميّزة عندهم فمنهم على سبيل المثال: الشيخ أحمد الإدلبي، والشيخ أحمد شهيد، والشيخ أحمد البيانوني، والشيخ عبد الله سلطان، والشيخ محمد جميل العقاد، والشيخ محمد الحجّار، والشيخ أبو الخير زين العابدين، والشيخ عبد الفتاح أبو غدّة، والشيخ زين العابدين الجذبة، والشيخ المحدّث عبد الله سراج الدين الذي كان يحب الشيخ عمر ويقدّره تقديراّ خاصّاً، وكذلك الشيخ عمر، و غيرهم من علماء حلب القدامى الأجلاّء الذين أعادوا للنهضة العلمية في حلب رونقها ومجدها، وما زالت تعيش هذه النهضة ببركتهم.

## تدريسه في السجن
كان الشيخ عمر يقوم بالوعظ والإرشاد والتدريس في كافة السجون السورية، وتحقَّق على يديه نفع عظيم في هذا المجال، حيث تاب على يديه الكثير، و خرج الكثيرون من السجن بفضل جهوده ومساعيه الحثيثة التي كان يبذلها لإصلاح الأمور وتسوية الخلافات بين السجين وخصمه خارج السجن، و كثيرا ما كانت تثمر ولله الحمد، و بما أن الشيخ كان يتمتع بنظر ثاقب بعيد المدى يوظفه لتحقيق إصلاح النفوس ونشر النفع بين الناس، وهذا ما كان يشغل جلّ وقته وفكره و عقله فقد كان يدعو بعض من يعرف من العلماء الأجلاّء لزيارة السجن ليستفيد النزلاء من علمهم وفضلهم و يتأثروا بهم، وكانت تترك زيارت هؤلاء العلماء أثراً في نفس كل من يلتقيهم كما يذكر الشيخ. 

### هجرته إلى المدينة المنورة
بقي الشيخ عمر في حلب يعايش هذا العهد الذهبي الذي شغف به وأصبح هو جزءاً منه إلى أن رحل الكثير من علماء حلب الكبار إلى جوار ربهم، وبقي قلّة كالمصابيح يستفيد الناس بنورهم وعلمهم، وبعد هذه الفترة الذهبيّة وفي أواخر السبعينات من القرن الماضي، وبعد أن استخار الله عز وجل بالهجرة إلى المدينة، هاجر إليها رغبة بجوار رسول الله صلى اله عليه وسلم الذي لطالما تعلّقت به روحه النقيّة، و مع جواره في المدينة المنورة حتى يومنا هذا، لم يألُ الشيخ جهداً بنشر الهدي والخير الذي جاء به رسول الله ﷺ في كل بقعة يحلّ بها وهذا ديدنه وهمّه الأول.

## وفاة االشيخ عمر ملاحفجي
وفاة عميد أسرة آل الملاحفجي وكبيرها فضيلة العالم العلامة الفاضل الشيخ عمر عادل ملاحفجي، يوم الجمعة 12 ذي القعدة الموافق 2012/9/28